# Gare de Saint-Nicolas
Pour les articles homonymes, voir Gare de Saint-Nicolas (homonymie).
La gare de Saint-Nicolas (en néerlandais : station Sint-Niklaas) est une gare ferroviaire belge de la ligne 59, d'Anvers-Berchem à Gand-Dampoort, située à proximité du centre de la ville de Saint-Nicolas dans la province de Flandre-Orientale en Région flamande.
C'est une gare de la Société nationale des chemins de fer belges (SNCB), desservie par des trains InterCity (IC), Suburbains (S), Omnibus (L) et d'Heure de pointe (P).

## Situation ferroviaire
Établie à 15 mètres d'altitude, la gare de bifurcation de Saint-Nicolas est située au point kilométrique (PK) 23,100 de la ligne 59, d'Anvers-Berchem à Gand-Dampoort, entre les gares de Nieukerken-Waes et de Belsele. Elle est également l'aboutissement au PK 28,721 de la ligne 54 de Malines (Y Heike) à Saint-Nicolas, après la gare de Tamise.
Elle était aussi l'aboutissement au PK 19,0 de la ligne 56 de Y Grembergen - Hamme - Saint-Niklaas (fermée), après la gare de Saint-Nicolas-Ouest.

## Histoire
La « station de Saint-Nicolas » est mise en service le 3 novembre 1844 lorsqu'elle ouvre à l'exploitation la section d'Anvers (rive gauche) à Saint-Nicolas de son chemin de fer de Gand à Anvers par la Compagnie du chemin de fer d'Anvers à Gand par Saint-Nicolas et Lokeren. La ligne sera prolongée entre Saint-Nicolas en Gand le 9 août 1847.

## Service des voyageurs

### Accueil
Gare SNCB, elle dispose d'un bâtiment voyageurs, avec guichet, ouvert tous les jours. Elle est équipée d'automates pour l'achat de titres de transport et propose un service et des aménagements et équipements pour les personnes à mobilité réduite. Un buffet est présent en gare.

### Desserte
Saint-Nicolas est desservie par des trains InterCity (IC), Suburbains (S), Omnibus (L) et d'Heure de pointe (P) sur les relations des lignes SNCB Gand-Saint-Pierre - Anvers-Central (ligne 59) et Malines - Saint-Nicolas (ligne 54).

#### Semaine
La gare de Saint-Nicolas possède sept dessertes cadencées à l'heure : 
- des trains IC-02 : Ostende - Bruges - Gand-Saint-Pierre - Saint-Nicolas - Anvers-Central ;
- des IC-04 : Anvers-Central - Gand-Saint-Pierre - Courtrai continuant soit vers Poperinge, soit vers Mouscron et Lille-Flandres ;
- des IC-26 : Courtrai - Tournai - Ath - Enghien - Bruxelles-Midi - Termonde - Lokeren - Saint-Nicolas ;
- des IC-28 : Anvers-Central - Saint-Nicolas - Gand-Saint-Pierre - Lichtervelde - La Panne ;
- des trains S53 de Gand-Saint-Pierre à Lokeren
- des trains S34 de Saint-Nicolas à Anvers-Central et de Lokeren à Anvers-Central, une partie de ces derniers étant prolongés entre Termonde et Lokeren.
- des trains L de Saint-Nicolas à Malines et Louvain.

Aux heures de pointe, plusieurs trains supplémentaires (P) complètent la desserte de la ligne 54 : le matin, un train aller-retour Saint-Nicolas - Malines et un train Saint-Nicolas - Louvain ; l'après-midi, un train Saint-Nicolas - Malines, deux Malines - Saint-Nicolas et un Saint-Nicolas - Louvain. Il existe également un train P de Saint-Nicolas à Bruxelles (Schaerbeek) le matin (retour l'après-midi).

#### Week-ends et jours fériés
Il n'y a que quatre trains par heure : des IC-02, IC-04 (circulant comme en semaine) ainsi que trains L vers Malines et des S53 de Gand-Saint-Pierre à Anvers-Central. Durant les vacances d'été deux trains dits touristiques (ICT) relient Anvers-Central à Blankenberge (le matin, retour en soirée) et s'arrêtent à Lokeren.

### Intermodalité
Des parcs (gratuit et payant) pour les vélos et un parking (payant) y sont aménagés.
Des bus desservent la gare.

## Comptage voyageurs
Ce graphique et tableau montre le nombre de voyageurs embarquant en moyenne durant la semaine, le samedi et le dimanche.
| Nombre de passagers qui embarquent à la gare de Saint-Nicolas | Nombre de passagers qui embarquent à la gare de Saint-Nicolas | Nombre de passagers qui embarquent à la gare de Saint-Nicolas | Nombre de passagers qui embarquent à la gare de Saint-Nicolas |
|                                                               | Semaine                                                       | Samedi                                                        | Dimanche                                                      |
| ------------------------------------------------------------- | ------------------------------------------------------------- | ------------------------------------------------------------- | ------------------------------------------------------------- |
| 1977                                                          | 4 717                                                         | 1 236                                                         | 1 704                                                         |
| 1978                                                          | 4 692                                                         | 1 366                                                         | 1 313                                                         |
| 1979                                                          | 4 808                                                         | 1 263                                                         | 1 431                                                         |
| 1980                                                          | 6 011                                                         | 1 699                                                         | 1 525                                                         |
| 1981                                                          | 5 785                                                         | 1 598                                                         | 1 977                                                         |
| 1982                                                          | 5 742                                                         | 1 614                                                         | 1 814                                                         |
| 1983                                                          | 5 766                                                         | 1 504                                                         | 1 641                                                         |
| 1984                                                          | 5 490                                                         | 1 371                                                         | 1 418                                                         |
| 1985                                                          | 6 142                                                         | 2 055                                                         | 2 081                                                         |
| 1986                                                          | 5 678                                                         | 1 861                                                         | 1 588                                                         |
| 1987                                                          | 5 722                                                         | 1 921                                                         | 1 954                                                         |
| 1988                                                          | 6 204                                                         | 2 316                                                         | 2 529                                                         |
| 1989                                                          | 6 059                                                         | 1 860                                                         | 2 066                                                         |
| 1990                                                          | 5 909                                                         | 2 383                                                         | 1 947                                                         |
| 1991                                                          | 6 662                                                         | 2 242                                                         | 2 267                                                         |
| 1992                                                          | 6 573                                                         | 2 377                                                         | 2 157                                                         |
| 1993                                                          | 6 281                                                         | 2 212                                                         | 2 059                                                         |
| 1994                                                          | 7 293                                                         | 2 504                                                         | 3 006                                                         |
| 1995                                                          | 6 468                                                         | 2 208                                                         | 2 296                                                         |
| 1996                                                          | 6 926                                                         | 2 272                                                         | 2 408                                                         |
| 1997                                                          | 6 789                                                         | 2 632                                                         | 2 290                                                         |
| 1998                                                          | 6 453                                                         | 2 619                                                         | 2 366                                                         |
| 1999                                                          | 4 750                                                         | 2 388                                                         | 2 170                                                         |
| 2000                                                          | 5 922                                                         | 2 846                                                         | 2 377                                                         |
| 2001                                                          | 5 591                                                         | 2 402                                                         | 2 288                                                         |
| 2002                                                          | 6 334                                                         | 2 816                                                         | 3 140                                                         |
| 2003                                                          | 6 407                                                         | 2 634                                                         | 2 456                                                         |
| 2004                                                          | 5 769                                                         | 2 482                                                         | 2 335                                                         |
| 2005                                                          | 7 224                                                         | 3 046                                                         | 3 106                                                         |
| 2006                                                          | 6 617                                                         | 2 870                                                         | 2 502                                                         |
| 2007                                                          | 7 879                                                         | 2 920                                                         | 2 916                                                         |
| 2008                                                          | -                                                             | -                                                             | -                                                             |
| 2009                                                          | 6 642                                                         | 2 554                                                         | 2 599                                                         |
| 2010                                                          | -                                                             | -                                                             | -                                                             |
| 2011                                                          | -                                                             | -                                                             | -                                                             |
| 2012                                                          | 7 122                                                         | 3 531                                                         | 3 626                                                         |
| 2013                                                          | 6 890                                                         | 5 297                                                         | 4 410                                                         |
| 2014                                                          | 7 259                                                         | 3 641                                                         | 3 704                                                         |
| 2015                                                          | 7 205                                                         | 1 907                                                         | 1 999                                                         |
| 2016                                                          | 6 954                                                         | 2 311                                                         | 2 586                                                         |
| 2017                                                          | 7 255                                                         | 3 095                                                         | 2 325                                                         |
| 2018                                                          | 8 008                                                         | 3 207                                                         | 2 652                                                         |
| 2019                                                          | 8 409                                                         | 6 844                                                         | 6 007                                                         |
| 2020                                                          | 4 907                                                         | 1 974                                                         | 1 849                                                         |
| 2021                                                          | -                                                             | -                                                             | -                                                             |
| 2022                                                          | 7 065                                                         | 4 655                                                         | 3 756                                                         |
| 2023                                                          | 7 995                                                         | 4 057                                                         | 4 226                                                         |
| 2024                                                          | 8 192                                                         | 3 010                                                         | 2 969                                                         |

## Galerie de photographies

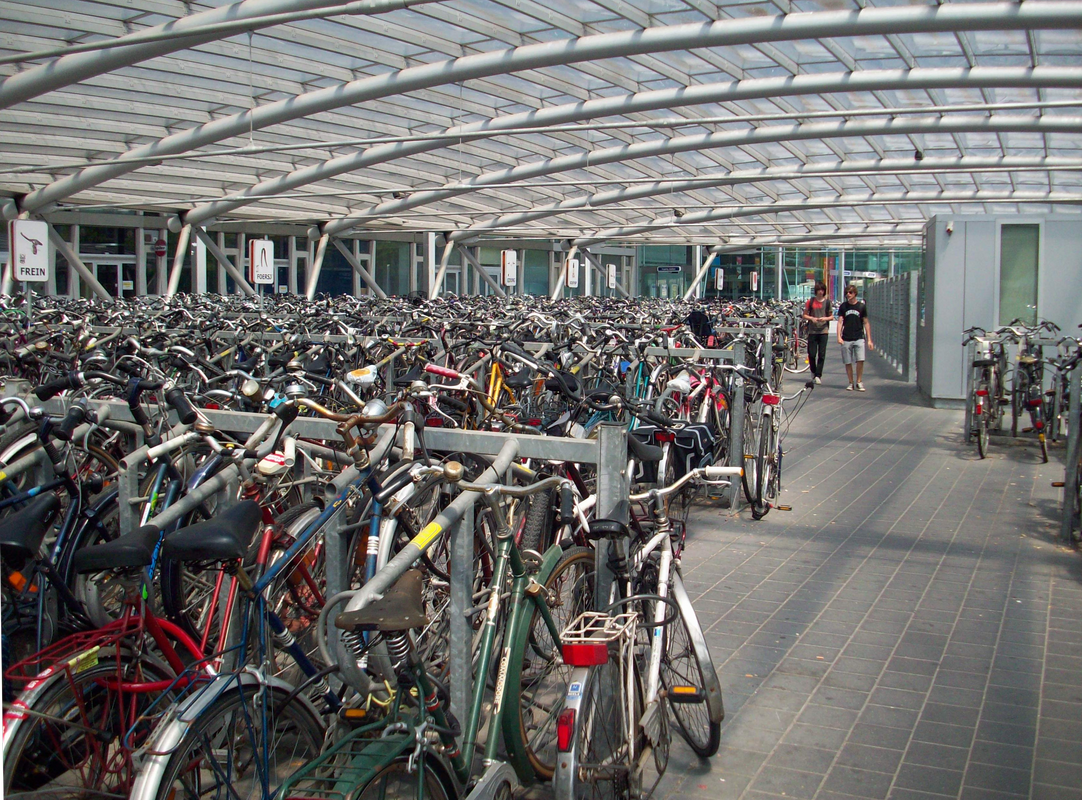
Parc à vélos.
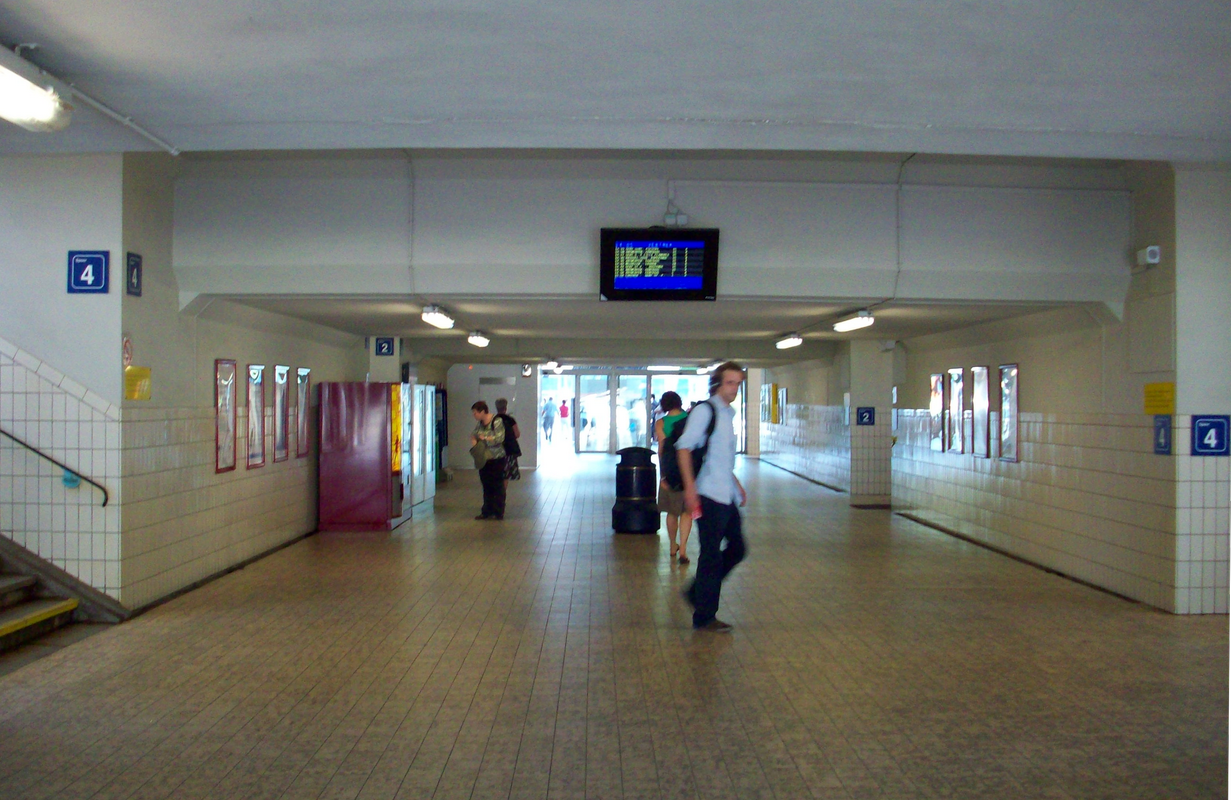
Intérieur.
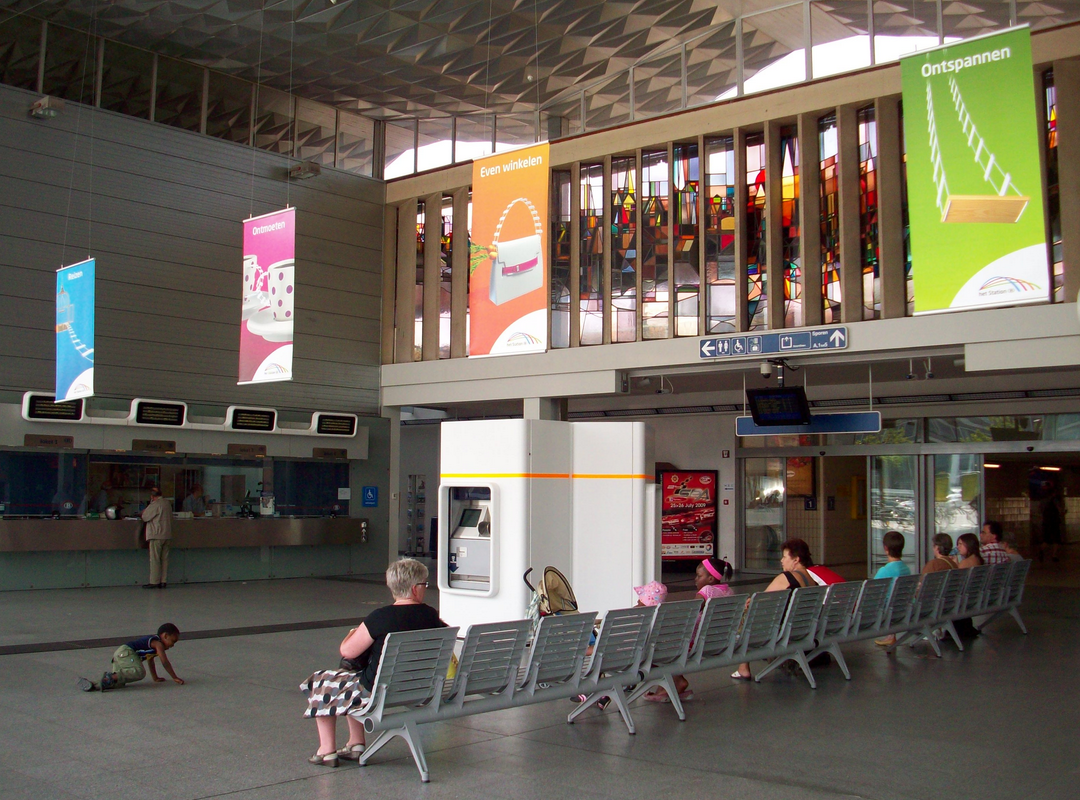
Hall d'attente.
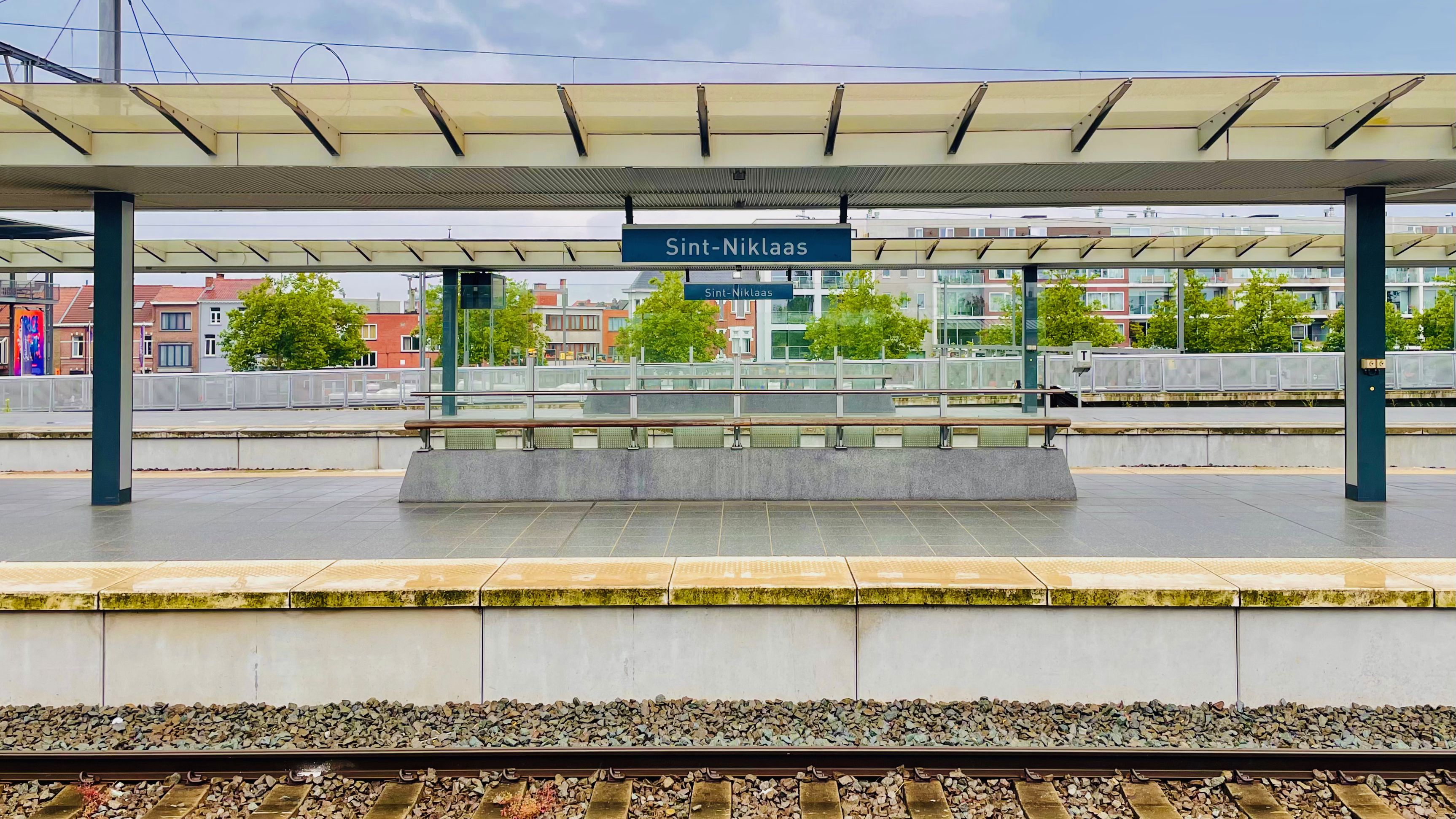
Vue des quais.